# Blankaartkasteel

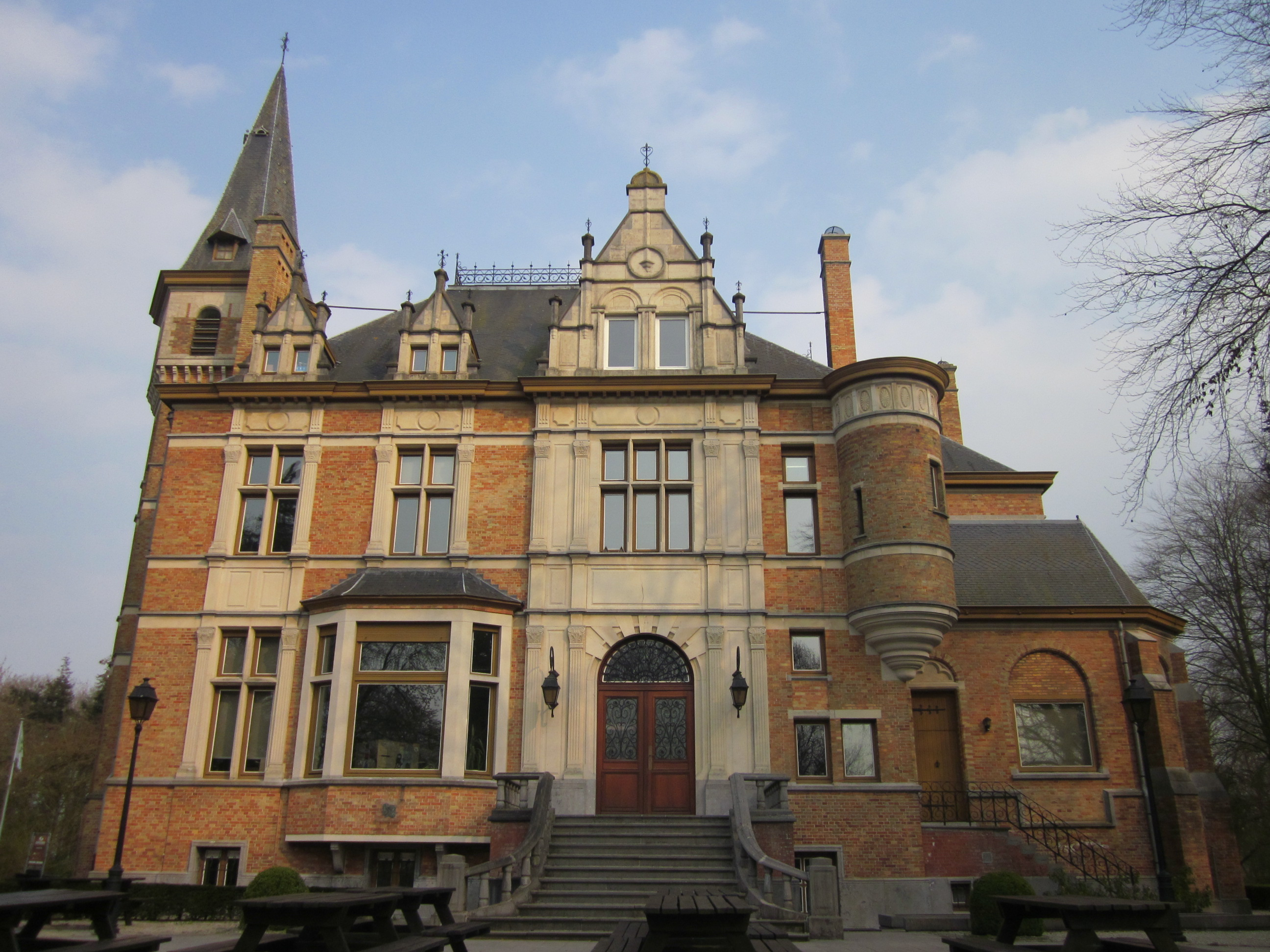
Blankaartkasteel

Het Blankaartkasteel is een kasteel in de tot de West-Vlaamse gemeente Diksmuide behorende plaats Woumen, gelegen aan de Iepersteenweg 54-58.

## Geschiedenis
Oorspronkelijk lag hier een vijver die ontstond door turfwinning welke vanaf de 13e eeuw of vroeger plaats heeft gevonden. Omstreeks 1865 werd op deze plaats door baron Gustaaf de Coninck de Merckem, die het domein had verworven, een kasteel gebouwd dat werd ontworpen door Joseph Schadde en in eclectische stijl (met veel neorenaissance-elementen) werd uitgevoerd. Ook werd toen een park aangelegd met dienstgebouwen als paardenstallen, koetshuis en een tuinmanswoning. Verder was er een moestuin en er waren serres. Eind 19e eeuw werd de vijver uitgediept en er werd een visvijver aangelegd. Ook werd een ijskelder gebouwd en een eendenkooi. Het domein, De Blankaart genaamd, werd toen al beschouwd als zijnde van grote natuurhistorische waarde.
Tijdens de Eerste Wereldoorlog werd het kasteel zwaar beschadigd. Enkel de voorgevel bleef overeind. Van 1925-1929 werd het in kleinere en soberder vorm herbouwd naar ontwerp van Jules Gunst. Hierbij bleef het oorspronkelijke uitzicht, met de twee ronde hoektorens en de veelhoekige traptorens, behouden. Tijdens de Tweede Wereldoorlog werd de spits van beide hoektorens vernield, en nooit meer hersteld.

## Heden
Op rechthoekige plattegrond is het een gebouw van 1920 in rode baksteen met natuurstenen sierelementen. De voorgevel wordt geflankeerd door de twee halfronde hoektorens, nu zonder spits. Boven de ingang prijkt het wapenschild van de familie de Coninck de Merckem, uitgevoerd in natuursteen. Links van de voorgevel, aan de zuidgevel, is de traptoren.
Het interieur is nog grotendeels in de toestand van 1920. Het kasteel beschikt over een kapel, voorzien van drie glas-in-loodramen van 1959, vervaardigd door Michel Martens. De kapel wordt overwelfd door een spitstongewelf.
De ijskelder en de eendenkooi zijn nog intact. Ook is er een smeedijzeren boogbrug en zijn restanten van de vroegere zichtassen bewaard gebleven.